# Shahrestān di Najafabad
Lo shahrestān di Najafabad (farsi شهرستان نجف‌آباد) è uno dei 24 shahrestān della provincia di Esfahan, in Iran. Il capoluogo è Najafabad. Lo shahrestān è suddiviso in 2 circoscrizioni (bakhsh):
- Centrale (بخش مرکزی), con le città di Najafabad, Goldasht, Jowzdan e Kahriz Sang.
- Mehrdasht (بخش مهردشت), con le città di Dehaq e 'Olvicheh.